# 擢颂
擢颂（Exalted）是由白狼游戏开发的一款古典奇幻桌上角色扮演游戏，該遊戲受世界神话和日本动漫的启发。擢颂允许玩家参与並觸發史诗事件。
在擢颂中玩家扮演的是一位行走于尘世（Creation）中的尊者（Exalted），通过精髓（Essence）来累积力量。